# 안드레아 아녤리
안드레아 아녤리(Andrea Agnelli, 1975년 12월 6일 이탈리아 토리노 ~ )는 아녤리 가문의 이름을 이어받은 가문의 마지막 남성이며 이탈리아의 기업인이자 유벤투스 FC의 전 회장이다. 유럽 클럽 협회의 임원이면서 피아트와 엑소르의 이사이기도 하다.
옛 유벤투스의 회장 움베르토 아녤리의 아들로 2010년 5월 유벤투스 FC의 새 회장으로 임명되었다.

## 같이 보기
- 유벤투스 FC